# Alternaria petroselini
Alternaria petroselini är en svampart som först beskrevs av Neerg., och fick sitt nu gällande namn av E.G. Simmons 1976. Alternaria petroselini ingår i släktet Alternaria och familjen Pleosporaceae.   Inga underarter finns listade i Catalogue of Life.